# 任天堂开发第二部
任天堂开发第二部（Nintendo Research and Development 2（R&D2））是原任天堂内部的软件及外设开发团队。在1980年代早期，R&D2将数款R&D1和R&D3游戏移植到红白机。虽然团队多从事于系统操作软件和技术支持，但在1990年代重新开始从事早期开发，一些新设计师由此走上游戏开发道路，最知名的是开发过《奇異 ~猴子們的寶島~》，後來成為薩爾達傳說系列的製作人青沼英二。
曾就职于夏普公司的上村雅之最初担任R&2部长，上村的部门之后利用夏普太阳能技术理念，开发了破百万销量的任天堂光线枪射击游戏。谷口和彦在2004年接替上村的职务。R&D2之后并入任天堂企劃開發本部。

## 开发游戏
- 机车大赛（1985，红白机）
- 冰上曲棍球（1988，红白机）
- 马里奥高尔夫公开赛（1991，红白机）
- 奇異 ~猴子們的寶島~（1996，超级任天堂）
- BS抢救彩虹（1997，Satellaview）
- 抢救彩虹（1998，超级任天堂）
- 抢救彩虹事件版（1998，超级任天堂）
- 超級瑪利歐兄弟 豪華版（1999，Game Boy Color）
- 滚滚卡比（2000，Game Boy Color）
- 超級瑪利歐Advance（2001，Game Boy Advance）
- 超级马里奥Advance 2（2001，Game Boy Advance）
- 超级马里奥Advance 3（2002，Game Boy Advance）
- 塞尔达传说 众神的三角力量与四人之剑（2002，Game Boy Advance）
- 超级马里奥Advance 4（2003，Game Boy Advance）